# Seu de la Caixa d'Estalvis i Mont de Pietat de Barcelona
La Seu de la Caixa d'Estalvis i Mont de Pietat de Barcelona és un edifici situat als carrers de la Ciutat, d'Arlet, d'Hèrcules, de Jaume I i la plaça de Sant Jaume de Barcelona, catalogat com a bé cultural d'interès local.

## Història

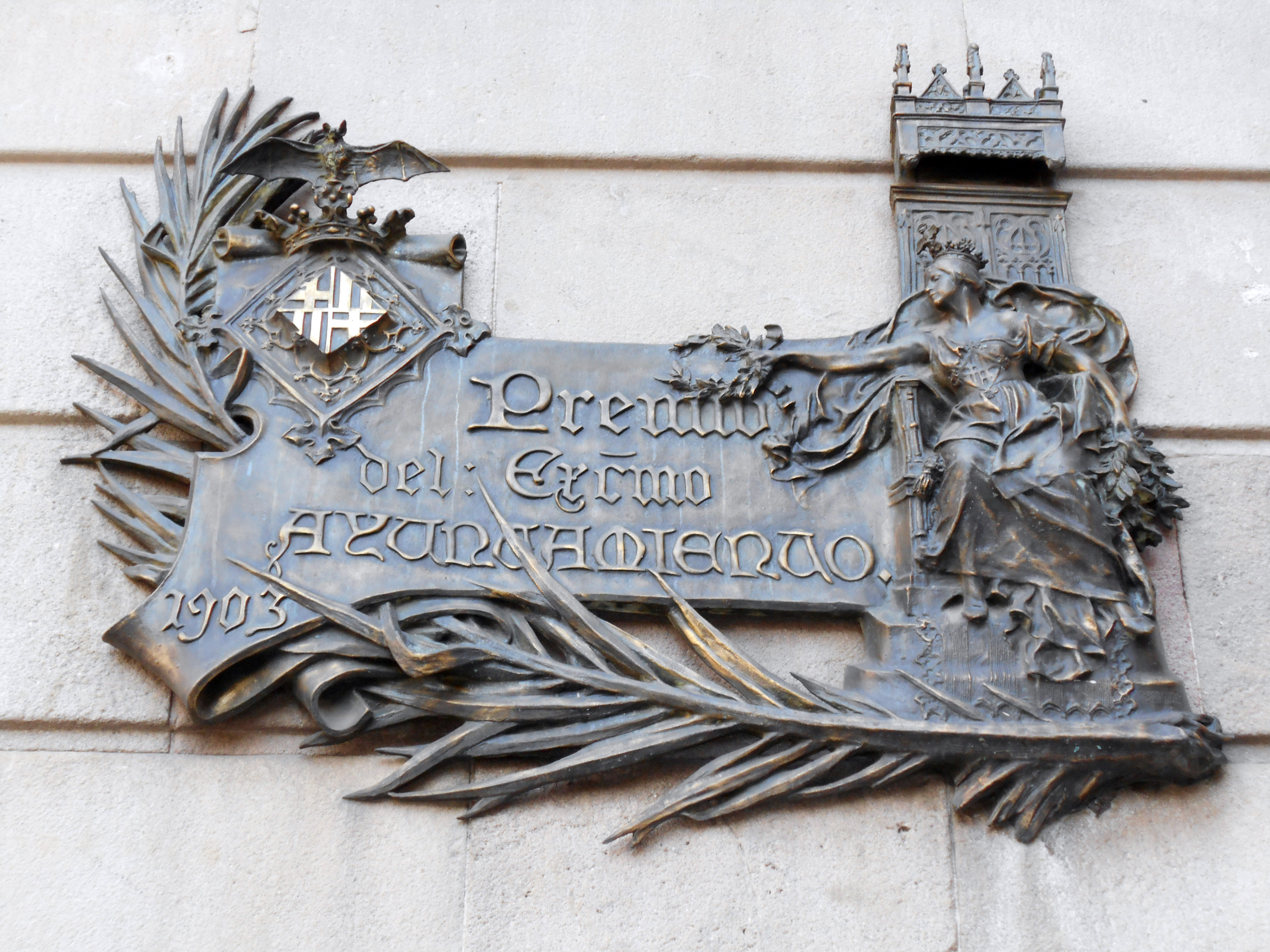
Placa del concurs anual d'edificis artístics de l'any 1903

Aquest edifici, que ocupa el lloc on hi hagué l'antiga Taula de Comuns Dipòsits, va ser projectat el 1899 com a seu de la Caixa d'Estalvis i Mont de Pietat de Barcelona per l'arquitecte August Font i Carreras i enllestit el 1902, guanyant el concurs d'edificis artístics de l'any 1903.
Al llarg de la seva història, va ser objecte d'algunes intervencions; probablement una de les més rellevants pel seu impacte, va ser la construcció d'una sala d'exposicions (segon pis) i un auditori (tercer pis) a la zona del celobert. L'any 1973, l'entitat traslladà la seu a l'Avinguda Diagonal, 530, en un nou edifici obra de l'arquitecte Xavier Busquets i Sindreu. El 1990, amb la fusió amb la Caixa de Pensions per a la Vellesa i d'Estalvis de Catalunya i Balears «la Caixa», l'immoble passà a formar part del patrimoni de la nova institució resultant, la Caixa d'Estalvis i Pensions de Barcelona.
L'any 1998 va ser adquirit per la Generalitat de Catalunya, que hi va promoure una sèrie de reformes, entre d'altres la recuperació del celobert amb el consegüent enderroc de la sala d'exposicions i l'auditori. A la planta baixa, es va cegar una porta que comunicava el vestíbul principal del carrer Jaume I amb la banda del carrer de la Ciutat, on CaixaBank té una sucursal (en règim de lloguer des del 1998). També es va intervenir en el primer tram de l'escala noble, tot modificant el gir original del primer replà cap a la porta d'entrada. Per tal de poder complir la normativa legal vigent en termes arquitectònics, es va enderrocar l'escala original i es va construir una altra a la banda del carrer d'Arlet, Per aquest motiu, la caixa d'escala disposa de nombroses obertures que marquen nivells de forjat que van desaparèixer.

## Descripció

### Exterior
La construcció ocupa tota l'illa, fet que comporta l'existència de sis façanes, dues de les quals conformen un petit angle obert cap a la plaça de Sant Jaume. L'edifici disposa de tres plantes i un terrat pla transitable. La planta baixa presenta un acabat amb carreus de pedra que conformen unes franges longitudinals (gràcies a un encintat més ampli) i que queda clarament diferenciada de la resta de la façana, que disposa d'un parament llis a base de carreus de pedra i encintat homogeni.
A la planta baixa s'obren una sèrie de finestres protegides amb una reixa de formes sinuoses que donen plasticitat a la façana i que substitueixen les llindes tradicionalment esculpides i decorades, que en aquest cas queden amagades per la reixa. Una fina motllura separa aquest nivell del primer pis, al qual s'obren unes finestres rectangulars emmarcades per motllures i coronades per una petita cornisa a la zona de la llinda. Destaca especialment d'aquestes finestres l'ampit motllurat i el relleu localitzat sota d'aquest, on es disposen unes mènsules d'inspiració vegetal i un medalló central decorat també amb motius florals. Les finestres es tanquen amb unes contres de fusta.
El segon pis es presenta com un cos totalment diàfan al que s'obren un seguit de finestres de mig punt corregudes, entre pilars amb pilastres adossades que conformen una mena de galeria o solana. L'edifici es clou amb una cornisa de gran relleu que es disposa a sobre d'una franja esculpida amb motius vegetals i on es localitzen les obertures de la cambra d'aire del terrat. La construcció es remata amb una barana amb balustres de pedra que als angles de les façanes es remarquen amb la presència d'uns elements esculpits en forma de boles esfèriques.
Destaca especialment de la façana la fornícula localitzada a l'angle que conformen les façanes del carrer de la Ciutat i de la plaça de Sant Jaume, on es disposa sota una venera, la figura eqüestre de Sant Jaume que sosté una bandera.
L'edifici disposa de dues entrades, una cap a la banda del carrer de Jaume I i un altre al carrer de la Ciutat. La segona, actualment dona accés a l'oficina que La Caixa hi té als baixos. A través d'aquesta porta s'accedeix a un vestíbul que condueix a un espai que, a manera de celobert, està cobert amb una claraboia amb vitralls policroms. Aquest espai disposa de dos nivells, el de la planta baixa, totalment permeable a través de grans arcs de pedra adovellats, i el pis superior tancat amb fusteries donant lloc a diversos despatxos i estances, entre les quals destaca la biblioteca. A la planta baixa, al voltant d'aquest espai central s'obren la resta de dependències de l'entitat bancària. L'edifici disposa d'un nivell de soterrani que ha estat molt modificat i segmentat en intervencions contemporànies.

### Interior
S'hi accedeix a través de la portalada del carrer de Jaume I, que dona accés a un vestíbul on es troba l'escala noblei; des d'aquest espai es passa a un altre vestíbul on es localitza el control de seguretat de l'edifici i una escala de fàbrica més contemporània que comunica amb els nivells superiors.
A la planta primera hi ha diversos despatxos i dependències de la Generalitat de Catalunya, entre les quals destaca especialment un vestíbul amb arrambadors i portes de fusta que encara conserven a la llinda l'escut de la Caixa de Barcelona. Un dels espais més interessants de la primera planta és la biblioteca, estança contigua a l'escala noble original i a la que s'accedeix a través d'un passadís obert al celobert que l'edifici comparteix amb les instal·lacions de La Caixa en la planta baixa.
El segon pis acull actualment nombrosos despatxos. La zona del celobert central ja esmentat, constitueix una de les zones més reformades contemporàniament i des del segon i tercer pis es pot observar la part superior (o tancament) de la claraboia del celobert.
Es conserven també bona part dels llums originals, de sostre i de paret, tant la planta baixa com al primer pis.
L'escala noble és un dels elements més notables de l'edifici que forma part del projecte arquitectònic original. Es tracta d'una escala de marbre amb arrambador de fusta i barana curvilínia que combina una estructura de ferro de motius florals amb un passamà de fusta. La caixa d'escala està coberta amb una estructura doble, per una banda un forjat de fusta amb cassetons i d'altra una claraboia amb vitralls. L'últim tram de l'escala es troba presidida per l'escut de pedra de la Caixa de Barcelona encastat al mur.
La biblioteca és un dels espais més rellevants del conjunt, tant pels seus acabats com pel seu estat de conservació. Les parets es troben completament revestides amb un moble de fusta amb prestatgeries en dos nivells, les de l'inferior tancades amb portes amb vidre. L'accés al pis superior es realitza a través d'una escala de fusta i un cop al pis superior, és possible circumdar la sala a través d'un petit corredor amb barana de fusta. La sala s'il·lumina a través de dues finestres i disposa d'una xemeneia de marbre i fusta localitzada al mur oposat a la porta d'entrada.